# 安全許可
安全许可是有關機構授予个人的一种身份，獲得安全許可的人可以访问国家或组织的机密信息或限制区域。一個人在獲得安全許可前要接受背景调查。任何个人都不应仅仅因为自己的军衔、職務而被自动授予安全許可。